# Gemma Atkinson
Gemma Louise Atkinson, född 16 november 1984 i Bury i Greater Manchester, är en brittisk skådespelare och modell. Hon har bland annat gjort rollen som Lisa Hunter i TV-serien Hollyoaks och rollen som Carly Hope i Hem till gården.